# Килиан
Свети Килиан (на немски: Kilian, Chilian; ирландски: Cillian; * вер. ок. 640, Малагх, Графство Каван, Ирландия; † ок. 689, Вюрцбург) е ирландско-шотландски мисионер-епископ. Заедно с неговите придружители Колонат и Тотнан той е смятан за апостол на Франкония (част от Бавария).
Той е убит ок. 689 във Вюрцбург от Гайлана, съпругата на херцог Гозберт, внук на херцог Радулф от Тюрингия. Честван е като Светия на 8 юли (21 юли).

## Галерия
- Килиан, Колонат и Тотнан в църквата Ноймюнстер, Вюрцбург
- Убийството на Св. Килиан; вляво херцог Гозберт, ок. 1418